# Hexatoma (Eriocera) longisector
Hexatoma (Eriocera) longisector is een tweevleugelige uit de familie steltmuggen (Limoniidae). De soort komt voor in het Afrotropisch gebied.